# Kuźnica (Częstochowa)
Kuźnica, Kuźnica Marianowa – najbardziej wysunięte na południe osiedle Częstochowy. Stanowi część dzielnicy Dźbów, liczy około 1000 mieszkańców.
Do 1977 roku stanowiła dwie samodzielne wsie Kuźnica I i Kuźnica II, które do 1954 roku należała do gminy Dźbów, 1955-73 do gromady Dźbów, a później do gminy Konopiska. W 1977 wieś została przyłączona do Częstochowy. W Kuźnicy znajduje się hałda pokopalniana wraz z kompleksem budynków byłej kopalni rud żelaza Kuźnica, uruchomiona w 1952 roku. Znajdowała się tam również licząca ok. 120 lat kapliczka św. Jana Chrzciciela, poświęcona zmarłym na cholerę pielgrzymom, na przełomie XX i XXI wieku zburzona, a w jej miejscu zbudowano kościół św. Kingi Dziewicy. W 1982 r. założono Ludowy Klub Sportowy Płomień, od 2020 r. występujący w częstochowskiej A klasie.

W rejestrze TERYT funkcjonuje pod nazwą Nowa Kuźnica.